# Bab al-Hawa
Bab al-Hawa (arab. باب الهوى) – wieś w Syrii, w muhafazie Al-Hasaka. W 2004 roku liczyła 125 mieszkańców.